# Giacomo Tomassi-Caetani
Giacomo Tomassi-Caetani, (né à Anagni, Italie, et mort le 1er janvier 1300 à Rome) est un cardinal italien de la fin du XIIIe siècle. Il est un neveu du pape Boniface VIII par sa mère. Il est un cousin de Francesco Caetani (1295). D'autres cardinaux de la famille sont Aldobrandino Caetani (1216) et Benedetto Caetani, iuniore (1295). Il est membre de l'ordre des franciscains.

## Biographie
Giacomo Tomassi-Caetani est administrateur ou coadjuteur du diocèse d'Alatri de 1283 à 1290. Il est appelé à Rome par le pape Nicolas IV.
Son oncle, le pape Boniface III le crée cardinal lors du consistoire de 17 décembre 1295. Le cardinal Tommasi-Caetani fait restaurer et décorer son église cardinalice et est légat apostolique dans plusieurs pays.